# Peter Risthaus
Peter Risthaus (* 1970) ist ein deutscher Literaturwissenschaftler.

## Leben
Nach dem Studium der Germanistik, Philosophie, Politikwissenschaft, Literaturvermittlung und Medienpraxis an den Universitäten Essen-Duisburg, Universität Konstanz, Ruhr-Universität Bochum (1999 Magister Artium) war er wissenschaftlicher Mitarbeiter, später Assistent am Lehrstuhl Neugermanistik II (Ästhetik und Literarische Medien; Manfred Schneider). Nach der Promotion 2005 zum Dr. phil. an der Ruhr-Universität Bochum war er akademischer Rat auf Zeit (RUB, Germanistisches Institut). Nach der Habilitation 2019 an der Ruhr-Universität Bochum (Venia Legendi: Deutsche Philologie) ist er Inhaber des Lehrstuhls für Deutsche Literaturwissenschaft und Mediengeschichte an der Fernuniversität in Hagen.
Seine Forschungsschwerpunkte sind Beispiele in Wissensdiskursen, Mediengeschichte von Frühwarnsystemen, Hölderlins Prosa, Medien der Raumgewinnung (›Packing‹), Kulturgeschichte der Einfachheit und Netzwerklosigkeit.

## Veröffentlichungen (Auswahl)
- Onto-Topologie. Zur Entäußerung des unverfügbaren Ortes. Von Martin Heidegger zu Jacques Derrida und jenseits. Zürich 2009, ISBN 978-3-03734-074-5.